# Manuel III de Trebizonda
Manuel III de Trebizonda (13 de dezembro de 1364 – 5 de março de 1417) foi um monarca do Império de Trebizonda que reinou entre 1390 e 1417. Foi antecedido no trono por Aleixo III e sucedido por Aleixo IV.